# Bundesautobahn 656
Bundesautobahn 656 (em português: Auto-estrada Federal 656) ou A 656, é uma auto-estrada na Alemanha.
A Bundesautobahn 656 tem 12 km de comprimento.

## Estados
Estados percorridos por esta auto-estrada:
- Baden-Württemberg